# جام خیریه انگلستان ۱۹۷۴
 جام خیریه انگلستان ۱۹۷۴ ، ۵۲امین رقابت سالانه مابین قهرمانان لیگ دسته اول فوتبال انگلستان و جام حذفی فوتبال انگلستان است.
این مسابقه در تاریخ ۱۰ آگوست ۱۹۷۴ مابین تیم‌های لیورپول و لیدز یونایتد در ورزشگاه ومبلی لندن برگزار شده‌است.
تیم لیورپول در این مسابقه در ضربات پنالتی با نتیجه شش بر ۵ به پیروزی رسید.

## جزئیات مسابقه
| لیورپول                                       | ۱ – ۱ | لیدز یونایتد                               |
| --------------------------------------------- | ----- | ------------------------------------------ |
| بوئرسما ۱۹'                                   |       | چری ۷۰'                                    |
| ضربات پنالتی                                  |       |                                            |
| لیندسی · هیوز · هال · اسمیت · کورمک · کالاگان | ۶ – ۵ | لوریمر · گیلس · گرای · هانتر · چری · هاروی |